# Kalvemavernes udvikling
Kalvemavernes udvikling er en dansk dokumentarfilm fra 1983.

## Handling
Hvordan strukturfoder påvirker udviklingen af kalvemaver.